# Dai-Keong Lee
Dai-Keong Lee (2. september 1915 i Honolulu på Hawaii, USA - 1. december 2005) var en hawiiansk kinesisk- amerikansk komponist.
Lee studerede komposition hos bl.a. Roger Sessions på Princeton University og hos Aaron Copland på Berkshire Music Center.
Han har skrevet 2 symfonier, orkesterværker, 6 operaer, balletmusik, kammermusik, sceneværker og vokalværker etc.

## Udvalgte værker
- Symfoni nr. 1 (1941-1942, Rev. 1946) - for orkester
- Symfoni nr. 2 (1952) - for orkester
- Violinkoncert (1957) - for violin og orkester
- "Polynesisk suite'" (1958) - for orkester
- "Stillehavs bøn" (1944) - for orkester
- "Introduktion og Allegro" (1942) - for strygeorkester